# Їржі Ружек

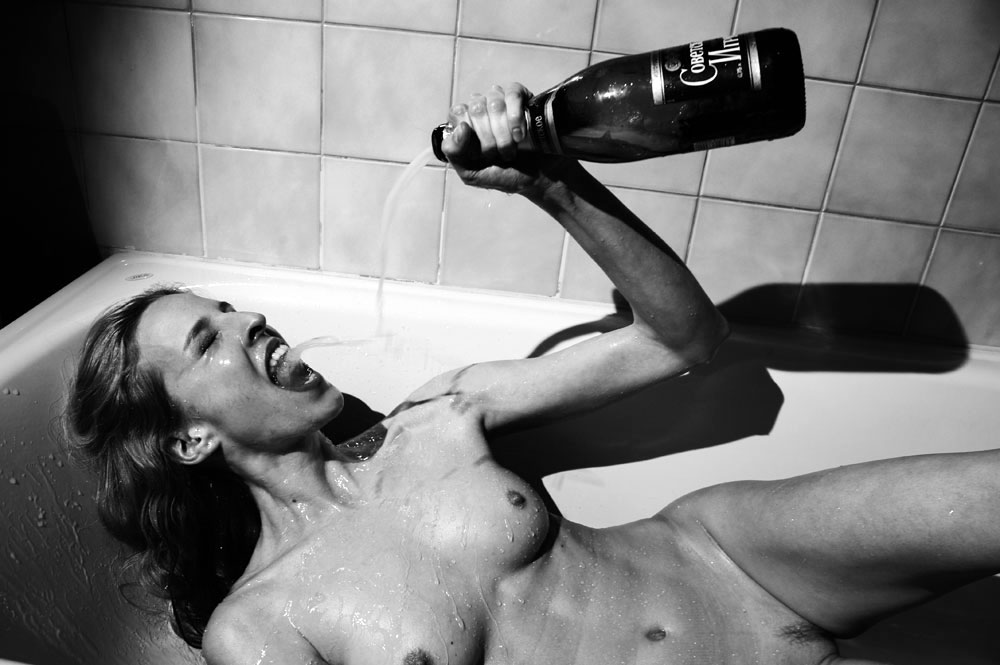
Їржі Ружек: Советское игристое, 2010

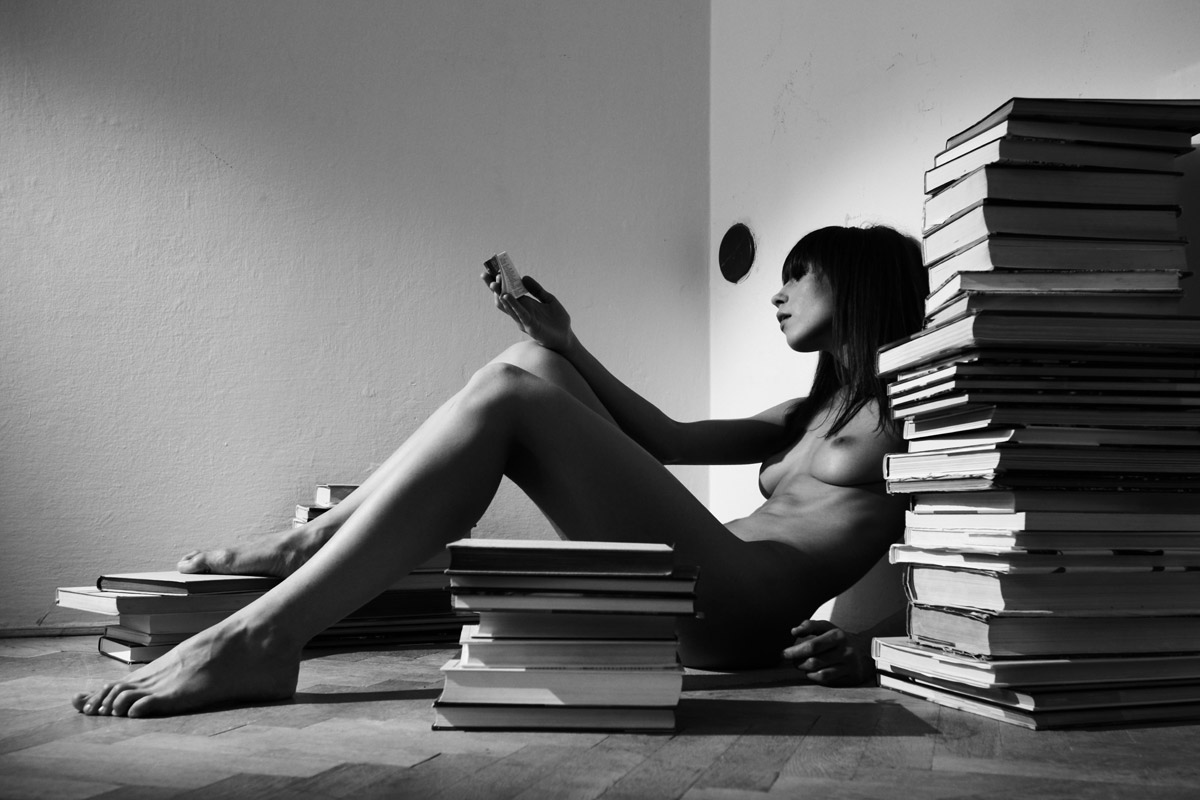
Їржі Ружек: Книжковий черв'як, 2010

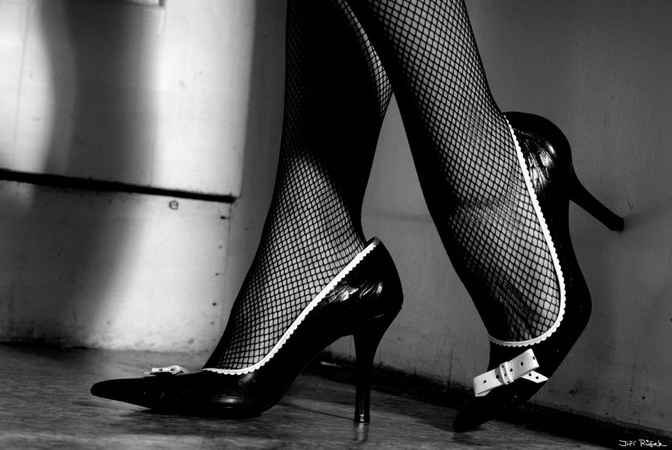
Їржі Ружек: Нетворк, 2007

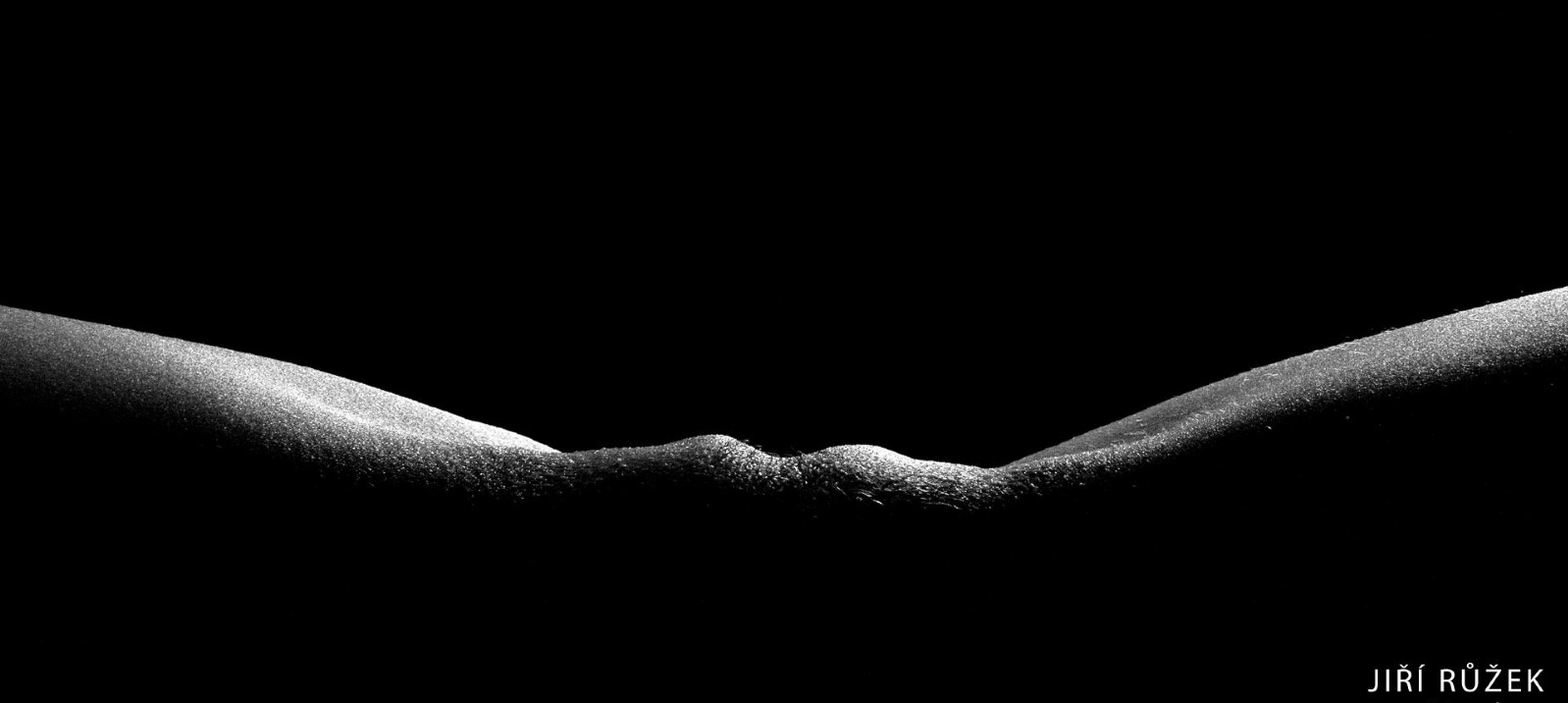
Їржі Ружек: Чеські середгори, 2006

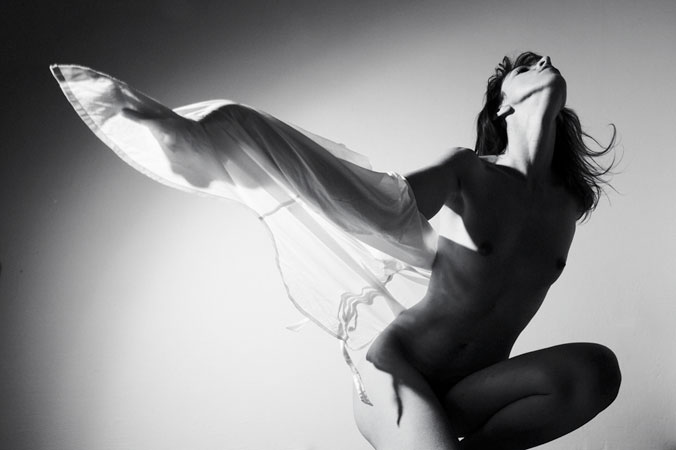
Їржі Ружек: Ізида, 2009

Ї́ржі Ру́жек (чеськ. Jiří Růžek, нар. 29 серпня 1967, Літомержице, Чехія) — чеський фотограф, в основному займається створенням художньої еротики.

## Біографія
Народився в сім'ї, яка не має особливої творчої основи. До семи років жив у м. Літомержице, пізніше його родина переїхала в сусіднє р. Лібоховани, де жив до своїх 22 років (1989), коли пішов на обов'язкову військову службу. Там же він прожив Оксамитову революцію. В роках 1981—1985 унавчався на спеціальності Програмування та обчислювальна техніка в Гімназії Йозефа Юнгманна в м. Літомержіце. Під час навчання і пізніше грав на бас гітарі і співав у різних музичних групах, що мають напрямки рок-музика, фолк, джаз та інші. Музичну активність закінчив в останній день 2005 року. З 1983 по 1988 навчався на сценариста в Консерваторії Ярослава Ежка.
Фотографувати людей почав в 1995 році.
У 2004 році переїхав до Праги.

## Творчість
В основному його описують як автора чорно-білих еротичних фотографій, сам себе він описує як автора оголених або напіводягнених портретів. Приблизно з 2006 року його фотографії публікуються в чеських та закордонних друкованих та інтернет виданнях, а його фотографії є частиною приватних колекцій у різних частинах світу. У липні 2009 року посів перше місце в конкурсі «Еротика Х», проведеному журналом «Рефлекс» за найкращий еротичний знімок з фотографією під назвою «Чеські Середгори» (нагадує місце, де він народився). Він також створює 3D-анагліфи фотографій.
Працює також з російськими, білоруськими і українськими моделями.
Є членом Товариства фотографів Чеської республіки та Чеської федерації фотомистецтва.

## Виставки
- Голешовицьке кафе 2006, Прага
- Їржі Ружек — эротика 2007 (1. Голешовицьке кафе, Прага)
- Designblok 2009 (Superstudio A4 Голешовицький пивовар, Прага)[6]
- Prague Photo 2010 (Виставковий зал Манес, Прага)[7]
- Їржі Ружек — Дівчата в альтанці 2010 («Виноградна альтанка», Прага)[8][9]
- Максимальні фотографії 2010 (Замок Рудолтице в Чехії)[10]
- Їржі Ружек — У лоні середньогір'я 2010 (Фотогалерея «На бастіоні Літомержице»)[11]
- Digiforum 2010 (Готель Clarion Congress, Прага, спільна виставка з Яном Саудеком, Робертом Вано та ін див. посилання)[12]
- Art For Sue Ryder 2010 (Sue Ryder, Прага)[13]
- Základní Instinkt/Основний інстинкт 2010 (Malostranská Beseda, Прага)[14]
- Základní Instinkt/Основний інстинкт 2011 (Лангханс Фотогалерея, Прага)[15]
- Naked in Algarve, 2011 (Galeria Arte Algarve, Лагоа, Португалія)[16]
- Feira de arte Arte Algarve IV, 2011 (Única — Adega Cooperativa do Algarve em Lagoa, Лагоа, Португалія)[14][17]

## Нагороди
- Еротика X 2009 — 1. місце (конкурс за найкращий еротичний знімок журналу Рефлекс)[2]
- Основний інстинкт 2010 — 1. место (весняний півфінал конкурсу за найкращий еротичний знімок журналу Інстинкт)[18][19][20]

## Цитати
- «Краса жіночого тіла йде рука в руку з таїнством її душі і не можна її розглядати окремо, якщо хочете описати те ціле, що ми називаємо Жінка. … Можливо, це звучить як кліше, але якщо ми поважаємо Хендрікса у сучасній музиці, то ми повинні поважати Ньютона в сучасній фотографії. … Ви вважаєте, що я вже знайшов свій стиль? :) Я вважаю, що це нескінченна історія, і коли я буду думати, що його знайшов, це буде найкращий час з фотографією покінчити» (Інтерв'ю для The Universe d'Artistes, 26 листопада 2007)[21]
- «Що я хочу? Створити фотографії, які ви будете пам'ятати» (журнал «Рефлекс», 19 серпня 2009)
- «Жінки живі і тваринні, красиві, але недосконалі. Вони ж складні особистості, і саме так я намагаюся їх зобразити, а не так, як би вони постали перед Ватиканом» («Літомержицький щоденник», 21 вересня 2010)[22]